# Dm-drogerie markt
dm-drogerie markt (сокращённо dm) — немецкая дрогери сеть по продаже косметики, товаров для здоровья, товаров для дома, еды и напитков. Компания была основана Гётцем Вернером в 1973 году в Карлсруэ, Германия, там же и находится штаб-квартира компании.
Сеть dm насчитывает более 4000 магазинов в двенадцати странах Европы, в которых работают около 89 000 человек. Кроме Германии, магазины сети работают в Австрии, Боснии и Герцеговине, Болгарии, Венгрии, Италии, Польше, Румынии, Северной Македонии, Сербии, Словакии, Словении, Хорватии, Чехии. По объёмам продаж dm-drogerie markt является самой большой сетью в Германии. Компания известна своей плоской иерархической структурой и высоким уровнем социальной ответственности. Вернер утверждал, что благополучие сотрудников важнее прибыли компании. В 2010 году в одном из интервью Вернер рассказал, что не оставит компанию своим детям, вместо этого он передал все акции компании в один из благотворительных фондов.
В 2017 году dm-drogerie markt впервые в своей истории начали продавать свои товары за пределами Европы. Совместно с Alibaba Group dm стали реализовывать товары на Tmall Global. Это сотрудничество было инициировано и управляется шанхайским партнером Tmall компанией Web2Asia.